# Anne Brochet
Anne Brochet, född 22 november 1966 i Amiens, Hauts-de-France, är en fransk skådespelerska och konstnär.

## Utmärkelser
Brochet vann Césarpriset för bästa kvinnliga huvudroll för All världens morgnar 1992.

## Roller (urval)
- 1987 – Masker
- 1987 – Mord i ett hus
- 1990 – Cyrano de Bergerac
- 1991 – All världens morgnar
- 1995 – Driftwood
- 2003 – Histoire de Marie et Julien
- 2004 – Intima främlingar
- 2009 – Igelkotten
- 2010 – I gryningens timmar
- 2012 – Inquisitio (TV-serie)